# Rjúpnafell (kulle i Island, Västlandet)
Rjúpnafell är en kulle i republiken Island. Den ligger i regionen Västlandet, 110 km norr om huvudstaden Reykjavík. Toppen på Rjúpnafell är 762 meter över havet, eller 135 meter över den omgivande terrängen. Bredden vid basen är 2,0 km.
Trakten runt Rjúpnafell är nära nog obefolkad, med mindre än två invånare per kvadratkilometer. Det finns inga samhällen i närheten. Trakten runt Rjúpnafell består i huvudsak av gräsmarker.